# Comuna Fărcașele, Olt
Fărcașele este o comună în județul Olt, Oltenia, România, formată din satele Fărcașele (reședința), Fărcașu de Jos, Ghimpați și Hotărani.

## Demografie
Componența etnică a comunei Fărcașele
     Români (90,98%)
     Alte etnii (0,07%)
     Necunoscută (8,94%)
Componența confesională a comunei Fărcașele
     Ortodocși (89,87%)
     Alte religii (0,09%)
     Necunoscută (10,04%)
Conform recensământului efectuat în 2021, populația comunei Fărcașele se ridică la 4.215 locuitori, în scădere față de recensământul anterior din 2011, când fuseseră înregistrați 4.683 de locuitori. Majoritatea locuitorilor sunt români (90,98%), iar pentru 8,94% nu se cunoaște apartenența etnică. Din punct de vedere confesional, majoritatea locuitorilor sunt ortodocși (89,87%), iar pentru 10,04% nu se cunoaște apartenența confesională.

## Politică și administrație
Comuna Fărcașele este administrată de un primar și un consiliu local compus din 13 consilieri. Primarul, Leon-Viorel Vladu[*], de la Partidul Social Democrat, este în funcție din octombrie 2020. Începând cu alegerile locale din 2024, consiliul local are următoarea componență pe partide politice:
|  | Partid                          | Consilieri | Componența Consiliului | Componența Consiliului | Componența Consiliului | Componența Consiliului | Componența Consiliului | Componența Consiliului | Componența Consiliului |
|  | ------------------------------- | ---------- | ---------------------- | ---------------------- | ---------------------- | ---------------------- | ---------------------- | ---------------------- | ---------------------- |
|  | Partidul Social Democrat        | 7          |                        |                        |                        |                        |                        |                        |                        |
|  | Partidul Național Liberal       | 4          |                        |                        |                        |                        |                        |                        |                        |
|  | Alianța pentru Unirea Românilor | 1          |                        |                        |                        |                        |                        |                        |                        |
|  | Partidul S.O.S. România         | 1          |                        |                        |                        |                        |                        |                        |                        |